# Fascino (film 1939)
Fascino è un film del 1939 diretto da Giacinto Solito.